# ISS-Expeditie 4
ISS-Expeditie 4 was de vierde expeditie naar het International Space Station.

## Bemanning
- Joeri Onoefrijenko, bevelhebber -  Rusland
- Daniel W. Bursch, vlucht ingenieur -  Verenigde Staten
- Carl E. Walz, vlucht ingenieur -  Verenigde Staten

## Missie parameters
- Perigeum: 384 km
- Apogeum: 396 km
- Glooiingshoek: 51.6°
- Omlooptijd: 92 min
- Gekoppeld aan het ISS: 7 december, 2001, 20:03:29 UTC
- Afgekoppeld van het ISS: 15 juni, 2002, 14:32 UTC
- Tijd gekoppeld aan het ISS: 189 dagen, 18 uur, 28 min en 31 seconden

## Ruimtewandelingen
|      | Missie      | Ruimtewandelaars                 | Start                      | Einde                      | Duur                |
| ---- | ----------- | -------------------------------- | -------------------------- | -------------------------- | ------------------- |
| EVA1 | Expeditie 4 | Joeri Onoefrijenko Carl Walz     | 14 januari 2002 20:59 UTC  | 15 januari 2002 03:02 UTC  | 6 uur en 3 minuten  |
| EVA2 | Expeditie 4 | Joeri Onoefrijenko Daniel Bursch | 25 januari 2002 15:19 UTC  | 25 januari 2002 21:18 UTC  | 5 uur en 59 minuten |
| EVA3 | Expeditie 4 | Carl Walz Daniel Bursch          | 20 februari 2002 11:38 UTC | 20 februari 2002 17:25 UTC | 5 uur en 49 minuten |